# (37081) 2000 UW59
2000 UW59 (asteroide 37081) é um asteroide da cintura principal. Possui uma excentricidade de 0.09607850 e uma inclinação de 12.32924º.
Este asteroide foi descoberto no dia 25 de outubro de 2000 por LINEAR em Socorro.